# Martín Gálvez
Martín Venancio Gálvez Asún (* 17. Juli 1962 in Santiago) ist ein ehemaliger chilenischer Fußballspieler auf der Position eines Stürmers.

## Karriere

### Vereine
Martín Gálvez begann seine Profikarriere 1982 bei Universidad de Chile, wo er bereits in der Jugend gespielt hatte. In der Saison 1984/85 wurde er an den portugiesischen Verein Vitória Guimarães verliehen. Anschließend wechselte er nach Mexiko, wo er erst für CD Cruz Azul und danach für die UNAM Pumas spielte. Mit den UNAM Pumas gewann er 1989 den CONCACAF Champions Cup. Zur Saison 1990 kehrte er zu Universidad de Chile zurück und lief anschließend für CD O’Higgins sowie Deportes Concepción auf. Seine Karriere ließ Gálvez bei Audax Italiano in der zweiten Liga ausklingen.

### Nationalmannschaft
Gálvez nahm mit der U23-Nationalmannschaft an den Panamerikanischen Spielen 1983 teil.

## Erfolge
UNAM
- CONCACAF-Champions-Cup-Sieger: 1989